# Virus ARN bicatenario
Un virus ARN bicatenario (abreviado virus ARNbc o virus dsRNA en inglés) es un virus que tiene como material genético ARN de cadena doble y no se replica usando ADN intermedio. Pertenecen al Grupo III de la Clasificación de Baltimore. Como la mayoría de los virus ARN, se replican en el citoplasma y no dependen de las polimerasas de las células huésped como lo hacen los virus ADN, pues incluyen estas enzimas en el virión.

## Multiplicación
Estos virus incluyen una ARN polimerasa dependiente del ARN en el virión, la cual realiza la transcripción del ARN bicatenario en ARN mensajero ARNm. 
| Síntesis de proteínas:  | ARNbc → ARNm → proteínas                                                                           |
| Replicación del genoma: | ARNbc → ARNmc- → ARNbc                                                                             |
| Enzimas:                | ARN polimerasas aportadas o codificadas por el virus: ARNbc → ARNm, ARNbc → ARNmc+, ARNmc+ → ARNbc |

La multiplicación del virus comprende las siguientes etapas:

Esquema de la multiplicación de un virus ARNbc.

1. Transcripción primaria del ARN bicatenario dentro del virión usando la ARN polimerasa dependiente del ARN viral y liberación del ARN monocatenario positivo (que tiene carácter de ARNm) obtenido en el citoplasma. La ARN polimerasa, además es una proteína estructural, ya que forma parte de la cápsida, por ello el virus sólo se replica si a la célula entra la cápsida junto con el genoma vírico.
2. Traducción del ARNm, obtención y acumulación de las proteínas virales estructurales y reguladoras.
3. Ensamblado parcial del ARN monocatenario positivo y las proteínas virales en viriones inmaduros.
4. Transcripción del ARN monocatenario positivo a ARN bicatenario dentro de los viriones por la ARN polimerasa dependiente del ARN viral.
5. Transcripción secundaria del ARN bicatenario.
6. Ensamblado final y maduración de los viriones.

Los genomas suelen ser segmentados: pueden estar formados por un solo segmento (Ghabrivirales), dos (Birnaviridae y Partitiviridae), tres (Cystoviridae) o más (Reovirales con 10-12 segmentos). La replicación suele ser monocistrónica, lo que significa que cada uno de los segmentos codifica una sola proteína, a diferencia de otros virus que exhiben una traducción más compleja. El tamaño del genoma está comprendido entre 4 y 27 kpb. Una característica que distingue a los virus ARN bicatenarios, independientemente de la familia a la que pertenezcan, es su capacidad para llevar a cabo la transcripción de los segmentos de ARN bicatenarios bajo las condiciones apropiadas dentro de la cápsida. En todos estos virus, las enzimas requeridas para la transcripción endógena son, por tanto, parte de la estructura del virión.
También varían en el número de segmentos del genoma (uno a doce) y en la organización del virión (número T, capas de la cápsida y espículas). 
Por huéspedes, ejemplos de taxones que infectan hongos son las familias Polymycoviridae, Hypoviridae, Megabirnaviridae, Curvulaviridae, en bacterias; Cystoviridae, Picobirnaviridae y el filo Artimaviricota, en animales; Birnaviridae. Otros taxones en cambio infectan huéspedes distintos por cruzado, protistas y hongos; el orden Ghabrivirales, Polymycoviridae, Fusariviridae, plantas y hongos; Amalgaviridae, plantas, protistas, hongos y bacterias; Partitiviridae, animales, plantas, hongos y protistas; el orden Reovirales, todo tipo de microorganismos; el filo Taraviricota.
En el orden Reovirales se incluyen los Rotavirus, la causa más común de gastroenteritis en niños pequeños en todo el mundo, y el virus de la lengua azul, un patógeno de vacas y ovejas de gran importancia económica.
En los últimos años se han logrado importantes avances en la determinación, a niveles atómico y subnanométrico, de la estructura de varias proteínas virales clave y de la cápsida en varios virus ARN bicatenarios. Son destacables las similitudes que exhiben muchos de estos virus en cuanto a su estructura y procesos de replicación. El conocimiento detallado de los aspectos fundamentales de las relaciones entre la estructura y las funciones del virus, ensamblado de la partícula de virus, interacciones virus-célula y de la patogénesis viral permitirá el desarrollo de nuevas estrategias y agentes antivirales.

## Clasificación taxonómica
La clasificación taxonómica del ICTV y complementada con otros estudios es la siguiente:
- Filo Duplornaviricota
- Filo Artimaviricota
- Filo Taraviricota (en parte)
- Filo Pisuviricota (en parte)
  - Clase Duplopiviricetes
  - Familia Birnaviridae[8]
  - Familia Polymycoviridae[9]